# Borough of Chorley
Chorley ist ein Verwaltungsbezirk mit dem Status eines Borough in der Grafschaft Lancashire in England. Verwaltungssitz ist die gleichnamige Stadt Chorley. Weitere bedeutende Orte sind Adlington und Withnell.
Der Bezirk wurde am 1. April 1974 gebildet und entstand aus der Fusion des ursprünglichen Borough of Chorley, der Urban Districts Adlington und Withnell sowie des Rural District Chorley.